# 1226
[[Категорија: 1226
.| ]]
Година 1226 (MCCXXVI) била је проста година која је почела у четвртак.

## Догађаји
- Википедија:Непознат датум — Умро је Фрањо Асишки.
- Википедија:Непознат датум — Страх од моћи Фридриха II натерао је ломбардске комуне на обнову лиге како би одржале мир из Констанце. Цар им је одговорио одузимајући им привилегије и протерао их је из Царства.
- Википедија:Непознат датум — Папа Хонорије III екскомуницирао је Ремона VII од Тулуза, док је француски краљ послао одлучујући поход на јеретике албигензе. Луј VIII освојио је Авињон.
- 8. новембар Умро је Луј VIII, краљевство је остало малом Лују IX, под намесништвом мајке Бјанке од Кастиље.

### Децембар
- Википедија:Непознат датум — У Јерменији се Изабела удала удала за сина владара Константина, Хетума. Његово име је понела династија Хетумијанаца.
- Википедија:Непознат датум — У Индији падом Канауја муслиманска власт се проширила целом долином Ганга.
- Википедија:Непознат датум — У југоисточној Индокини Јаја Парамесвар-аварман II је крунисан за краља и поново је осамосталио Краљевство Чампа.
- Википедија:Непознат датум — Џингис-кан је организово походкојим је казнио непослушно вазалско краљевство Тангута које је тада уништено.
- Википедија:Непознат датум — У Јапану shogun је постао Јоритсума из породице Фуџивара. Његова породица ће задржати ту улогу све до 1338. године. Цело то време наслов shoguna имао је само почасну вредност, будући да је права моћ била у рукама shikkena, из породице Хојо.